# 川口ダム
川口ダム（かわぐちダム）は、徳島県那賀郡那賀町吉野の一級水系・那賀川に位置するダムである。那賀川総合開発事業の一環として建設された。

## 川口発電所
川口発電所（かわぐちはつでんしょ）は、川口ダムに隣接して設置されている発電所である。
| 川口発電所   |                      |
| 形式         | ダム式（逆調整池式） |
| 発電所諸元   |                      |
| 最大出力     | 11,700 kW            |
| 常時出力     | 3,900 kW             |
| 最大使用水量 | 70.0 m³/s            |
| 常時使用水量 | 22.47 m³/s           |
| 有効落差     | 20.49 m              |
| 発電機台数   | 2 台                 |
| 運転開始年   | 1960年               |

## あじさい湖
川口ダムのダム湖であるあじさい湖の湖畔では、春に桜が、夏にアジサイが咲き乱れる。また周囲には、相生森林文化公園（あいあいらんど）や道の駅もみじ川温泉といった観光施設が立地している。